# Maino Neri
Maino Neri (Carpi, 30 giugno 1924 – Modena, 8 dicembre 1995) è stato un allenatore di calcio e calciatore italiano, di ruolo centrocampista.

## Carriera

### Giocatore

#### Club
Cresciuto nel Modena con cui ha realizzato 265 presenze in undici anni (dal 1940 al 1951), è poi passato all'Inter, dove ha collezionato 108 presenze e vinto 2 scudetti, nel campionato 1952-1953 e nel campionato 1953-1954. Ha poi disputato tre campionati di Serie B col Brescia con 80 presenze.
Nell'Inter, ritrovò il compagno di squadra ai tempi del Modena, il portiere Giorgio Ghezzi.

#### Nazionale

Neri in Nazionale

Neri disputa 8 gare con la maglia della Nazionale italiana, però senza mai andare in rete.

### Allenatore

#### Gli inizi: giovanili dell'Inter e poi il Modena
Appese le scarpe al chiodo ha intrapreso la carriera di allenatore, all'inizio come allenatore dei ragazzi dell'Inter, poi per quattro anni come secondo di Helenio Herrera. Nell'estate del 1964 viene chiamato sulla panchina del Modena. ma non riesce a riportare i canarini in Serie A; l'anno successivo è ancora a Modena, ma viene sostituito dopo poche giornate da Leandro Remondini.

#### Lazio
Nella stagione 1966-1967 è stato chiamato sulla panchina della Lazio per tentare di raggiungere la salvezza. È subentrato, all'ottava giornata, a Umberto Mannocci che nei primi sette turni di campionato aveva ottenuto solo 4 punti (una vittoria, due pareggi e quattro sconfitte). Resta alla guida dei biancocelesti, per 32 incontri (27 in campionato, 4 in Coppa Mitropa e uno in Coppa Italia), sino al termine della stagione. 

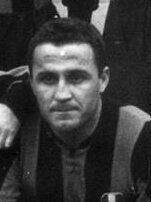
Neri in veste di allenatore, ai tempi della Lazio.

In Coppa Italia la sua squadra è estromessa dal Lecco dopo una sconfitta subita in casa, al secondo turno, per 2-0. In Coppa Mitropa la Lazio elimina agli ottavi la Stella Rossa, mentre ai quarti viene estromessa dallo Spartak Trnava, squadra poi vincitrice del torneo. Il campionato, invece, termina con una retrocessione all'ultima giornata, complici della sconfitta subita a Torino contro la Juventus in lotta per lo scudetto, sono il pareggio del L.R. Vicenza con il Bologna (terzo in classifica) e la vittoria della SPAL sul già retrocesso Venezia.

#### Di nuovo Inter e le esperienze in provincia
Dopo altri due anni da viceallenatore dell'Inter, al termine dei quali guiderà i nerazzurri nella finale della Supercoppa dei Campioni Intercontinentali 1968 in luogo del neoassunto Heriberto Herrera, fra il 1969 e il 1973 Neri allenerà formazioni di minor calibro, come il Como, la Reggina e il Lecce, senza ottenere importanti risultati.
A fine carriera, l'allenatore emiliano era divenuto tecnico federale presso il Centro di Coverciano.

## Statistiche

### Presenze e reti nei club
| Stagione        | Squadra         | Campionato      | Campionato | Campionato | Coppe nazionali | Coppe nazionali | Coppe nazionali | Coppe continentali | Coppe continentali | Coppe continentali | Totale | Totale |
| Stagione        | Squadra         | Comp            | Pres       | Reti       | Comp            | Pres            | Reti            | Comp               | Pres               | Reti               | Pres   | Reti   |
| --------------- | --------------- | --------------- | ---------- | ---------- | --------------- | --------------- | --------------- | ------------------ | ------------------ | ------------------ | ------ | ------ |
| 1940-1941       | Modena          | B               | 1          | 0          | CI              | 0               | 0               | -                  | -                  | -                  | 1      | 0      |
| 1941-1942       | Modena          | A               | 9          | 3          | CI              | 1               | 0               | -                  | -                  | -                  | 10     | 3      |
| 1942-1943       | Modena          | B               | 30         | 1          | CI              | 0               | 0               | -                  | -                  | -                  | 30     | 1      |
| 1943-1944       | Modena          | DN              | 3          | 0          | -               | -               | -               | -                  | -                  | -                  | 3      | 0      |
| 1945-1946       | Modena          | A               | 26         | 1          | C-AI            | 11              | 3               | -                  | -                  | -                  | 37     | 4      |
| 1946-1947       | Modena          | A               | 37         | 0          | -               | -               | -               | -                  | -                  | -                  | 37     | 0      |
| 1947-1948       | Modena          | A               | 38         | 1          | -               | -               | -               | TAG                | 2                  | 0                  | 40     | 1      |
| 1948-1949       | Modena          | A               | 38         | 0          | -               | -               | -               | -                  | -                  | -                  | 38     | 0      |
| 1949-1950       | Modena          | B               | 31         | 1          | -               | -               | -               | -                  | -                  | -                  | 31     | 1      |
| 1950-1951       | Modena          | B               | 38         | 0          | -               | -               | -               | -                  | -                  | -                  | 38     | 0      |
| Totale Modena   | Totale Modena   | Totale Modena   | 251        | 7          |                 | 12              | 3               |                    | 2                  | 0                  | 265    | 10     |
| 1951-1952       | Inter           | A               | 29         | 0          |                 |                 |                 |                    |                    |                    | 30     | 0      |
| 1952-1953       | Inter           | A               | 26         | 0          |                 |                 |                 |                    |                    |                    | 26     | 0      |
| 1953-1954       | Inter           | A               | 32         | 0          |                 |                 |                 |                    |                    |                    | 32     | 0      |
| 1954-1955       | Inter           | A               | 21         | 0          |                 |                 |                 |                    |                    |                    | 21     | 0      |
| Totale Inter    | Totale Inter    | Totale Inter    | 108        | 0          |                 |                 |                 |                    |                    |                    | 109    | 0      |
| 1955-1956       | Brescia         | B               | 30         | 0          |                 |                 |                 |                    |                    |                    | 30     | 0      |
| 1956-1957       | Brescia         | B               | 23         | 0          |                 |                 |                 |                    |                    |                    | 23     | 0      |
| 1957-1958       | Brescia         | B               | 27         | 1          |                 |                 |                 |                    |                    |                    | 27     | 1      |
| Totale Brescia  | Totale Brescia  | Totale Brescia  | 80         | 1          |                 |                 |                 |                    |                    |                    | 80     | 1      |
| Totale carriera | Totale carriera | Totale carriera | 439        | 8          |                 |                 |                 |                    |                    |                    | 454    | 11     |

### Cronologia presenze e reti in nazionale
| Cronologia completa delle presenze e delle reti in nazionale ― Italia | Cronologia completa delle presenze e delle reti in nazionale ― Italia | Cronologia completa delle presenze e delle reti in nazionale ― Italia | Cronologia completa delle presenze e delle reti in nazionale ― Italia | Cronologia completa delle presenze e delle reti in nazionale ― Italia | Cronologia completa delle presenze e delle reti in nazionale ― Italia | Cronologia completa delle presenze e delle reti in nazionale ― Italia | Cronologia completa delle presenze e delle reti in nazionale ― Italia |
| Data                                                                  | Città                                                                 | In casa                                                               | Risultato                                                             | Ospiti                                                                | Competizione                                                          | Reti                                                                  | Note                                                                  |
| --------------------------------------------------------------------- | --------------------------------------------------------------------- | --------------------------------------------------------------------- | --------------------------------------------------------------------- | --------------------------------------------------------------------- | --------------------------------------------------------------------- | --------------------------------------------------------------------- | --------------------------------------------------------------------- |
| 2-8-1948                                                              | Brentford                                                             | Italia                                                                | 9 – 0                                                                 | Stati Uniti                                                           | Olimpiadi 1948 - Ottavi di finale                                     | -                                                                     | Cap.                                                                  |
| 5-8-1948                                                              | Londra                                                                | Danimarca                                                             | 1 – 1                                                                 | Italia                                                                | Olimpiadi 1948 - Quarti di finale                                     | -                                                                     | Cap.                                                                  |
| 16-7-1952                                                             | Tampere                                                               | Italia                                                                | 8 – 0                                                                 | Stati Uniti                                                           | Olimpiadi 1952 - Ottavi di finale                                     | -                                                                     |                                                                       |
| 21-7-1952                                                             | Helsinki                                                              | Italia                                                                | 0 – 3                                                                 | Ungheria                                                              | Olimpiadi 1952 - Quarti di finale                                     | -                                                                     |                                                                       |
| 26-4-1953                                                             | Praga                                                                 | Cecoslovacchia                                                        | 2 – 0                                                                 | Italia                                                                | Coppa Internazionale                                                  | -                                                                     |                                                                       |
| 11-4-1954                                                             | Parigi                                                                | Francia                                                               | 1 – 3                                                                 | Italia                                                                | Amichevole                                                            | -                                                                     |                                                                       |
| 17-6-1954                                                             | Losanna                                                               | Svizzera                                                              | 2 – 1                                                                 | Italia                                                                | Mondiali 1954 - 1º turno                                              | -                                                                     |                                                                       |
| 20-6-1954                                                             | Lugano                                                                | Italia                                                                | 4 – 1                                                                 | Belgio                                                                | Mondiali 1954 - 1º turno                                              | -                                                                     |                                                                       |
| Totale                                                                |                                                                       | Presenze                                                              | 8                                                                     |                                                                       | Reti                                                                  | 0                                                                     |                                                                       |

## Palmarès

### Giocatore

#### Club
- Campionato italiano di Serie B: 1

Modena: 1942-1943
- Torneo dell'Amicizia di Ginevra: 1

Modena: 1947
- Campionato italiano: 2

Inter: 1952-1953, 1953-1954